# Euphorbia punctata
Euphorbia punctata là một loài thực vật có hoa trong họ Đại kích. Loài này được Delile mô tả khoa học đầu tiên năm 1813.